# Teen Romance
Teen Romance — спільний мініальбом американського репера Lil Peep та американо-єгипетського продюсера Lederrick. Випущений 19 червня 2016 року. Мініальбом складається лише з трьох пісень.

## Трек-ліст
| #    | Назва                          | Автор                                       | Producer(s) | Тривалість |
| ---- | ------------------------------ | ------------------------------------------- | ----------- | ---------- |
| 1.   | «regrets» (разом з Horse Head) | Gustav Åhr Christopher Thorne Sherif Rashed | Lederrick   | 2:33       |
| 2.   | «teen romance»                 | Åhr Rashed                                  | Lederrick   | 2:50       |
| 3.   | «suck my blood»                | Åhr Rashed                                  | Lederrick   | 2:10       |
| 7:33 |                                |                                             |             |            |